# میرزا محمدعلی‌خان آصف‌الممالک
میرزا محمدعلی خان آصف الممالک از سیاستمداران ایرانی بود، که در  دوره سوم
، دوره چهارم و دوره پنجم بعنوان نماینده کرمان در مجلس شورای ملی حضور داشت.